# Krohg
Krohg är ett efternamn, som bärs av en norsk släkt. Enligt offentlig statistik tillgänglig i juli 2016 var 91 personer med efternamnet Krohg bosatta i Norge.

## Personer med efternamnet Krohg
Samtliga personer är norska
- Christian Krohg (1852–1925), konstnär, författare och journalist
- Christian Krohg (politiker) (1777–1828), politiker
- Georg Anton Krohg (1734–1797), officer
- Georg Anton Krohg (publicist) (1817–1873), publicist
- Hilmar Meincke Krohg (1776–1851), amtman
- Nicolai Frederik Krohg (1732–1801, vägingenjör
- Oda Krohg (1860-1935), konstnär
- Otto Theodor Krohg (1811–1889), präst och författare
- Per Krohg (1889–1965), konstnär och tecknare
- Sossen Krohg (1923–2016), skådespelare

## Extern referens
- Krohg - norsk släkt i Store norske leksikon